# Rammstein
I Rammstein (AFI: [ˈʀamʃtaɪ̯n]) sono un gruppo musicale industrial metal tedesco formatosi a Berlino nel 1993 appartenente alla corrente della Neue Deutsche Härte.
Il tastierista Christian "Doktor Flake" Lorenz ha descritto in un'intervista il genere musicale dei Rammstein come "tanz metal", proprio a sottolineare il connubio tra sonorità metal ed elettroniche (tanz in lingua tedesca significa danza).
Il nome del gruppo fa riferimento alla Ramstein Air Base, in Germania, teatro di un grave incidente aereo nel 1988. La seconda m è stata aggiunta per suggerire un'analogia con il verbo rammen (dal tedesco: urtare con violenza).

## Storia del gruppo

### Primi anni,Herzeleid(1993-1996)

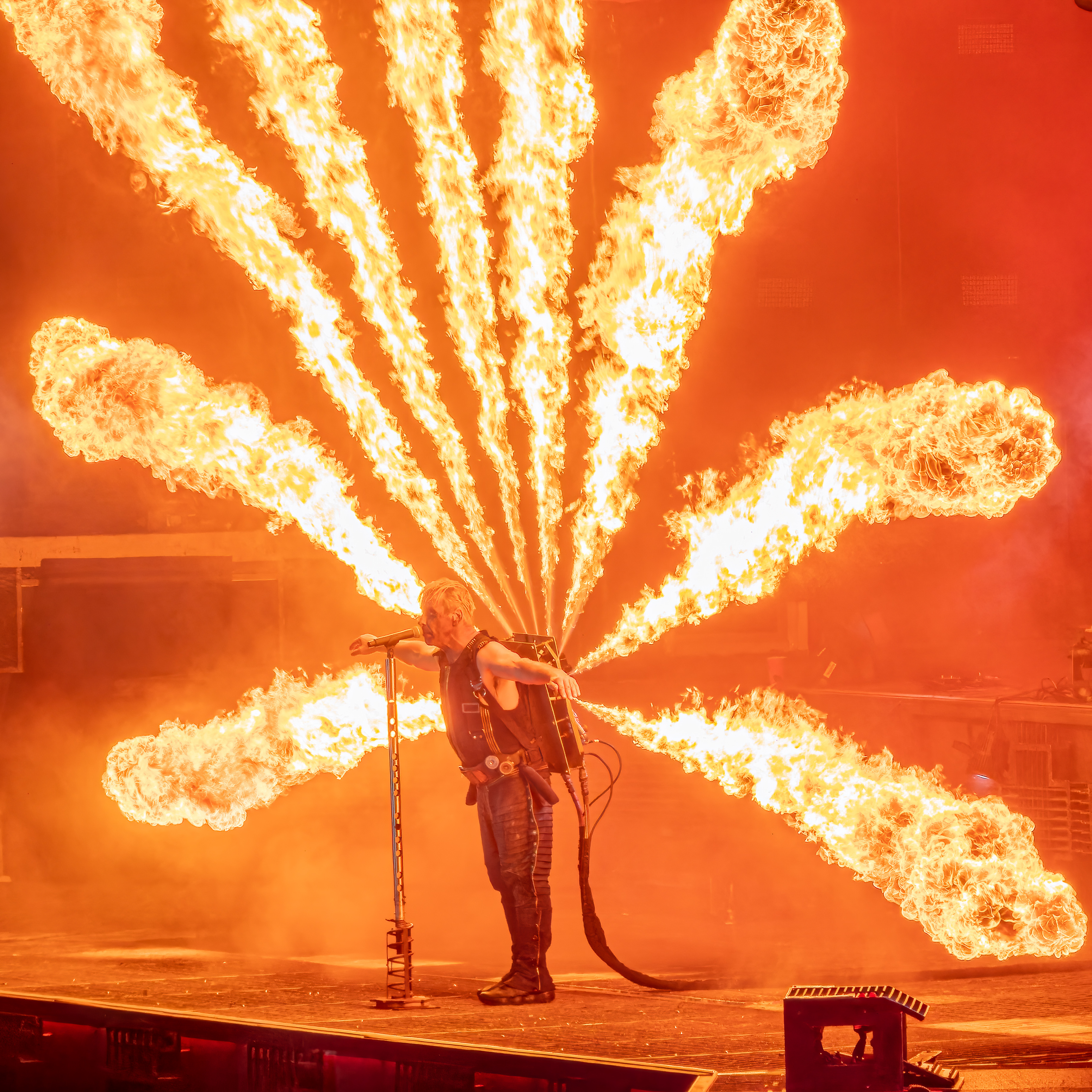
Il frontman Till Lindemann

I Rammstein furono fondati nel 1993 su iniziativa del chitarrista Richard Kruspe. Kruspe, che al tempo conviveva con il bassista Oliver Riedel e con il batterista Christoph Schneider, decise di partecipare al concorso, Berlin Senate Metro, registrando un demo nella sua casa, con quattro piste ed una drum machine. Alla voce venne chiamato Till Lindemann, ex campione di nuoto e amico di Kruspe, che in quel periodo intrecciava cestini di vimini in un piccolo laboratorio. Il neonato gruppo vinse il concorso, attraverso il quale, come premio, ebbero la possibilità di registrare un album in studio; vennero così chiamati a completare la formazione il chitarrista Paul Landers e il tastierista Christian Lorenz, inizialmente scettici riguardo al progetto.
Nel marzo 1995 la band terminò di registrare presso i Polar Studios di Stoccolma l'album di debutto Herzeleid, accompagnato dai singoli Du riechst so gut e Seemann. Nel 1996 il regista David Lynch, positivamente colpito dalla musica dei Rammstein, decise di inserire alcuni loro brani nella colonna sonora del film Strade perdute. Il sestetto tedesco si esibì anche ad alcuni concerti in Germania accompagnando i Ramones durante il loro ultimo tour Adios amigos.

### Sehnsucht(1997-1999)
Nel frattempo i Rammstein iniziarono i lavori per il secondo album, Sehnsucht. Tale album venne preceduto dal fortunato singolo Engel, in seguito diventato disco d'oro in madrepatria, raggiungendo il terzo posto in classifica. L'altro singolo estratto dall'album fu anch'esso celebre: Du hast. Il 22 agosto 1997 il secondo album della band fu ufficialmente pubblicato, e, dopo appena due settimane raggiunse già la prima posizione in classifica. Caratteristica molto particolare del disco furono le sei diverse copertine disponibili, una per ogni componente della formazione. In quella più conosciuta compare Christoph Schneider.
Il 1998 si aprì con un tour primaverile negli Stati Uniti d'America, seguito da uno in Europa. Il 22 e il 23 agosto 1998 la band suonò al Wuhlheide di Berlino davanti a un pubblico di 17 000 spettatori. Questi concerti furono filmati e pubblicati in un album live, intitolato, Live aus Berlin. I Rammstein inoltre parteciparono sia al Family Values Tour (insieme a Korn, Limp Bizkit, Orgy e Ice Cube) che all'annuale Rockstock Festival di Chicago, in qualità di headliner. Intanto Herzeleid e Sehnsucht continuavano a vendere un grande numero di copie, diventando rispettivamente doppio disco di platino e disco d'oro.
Nel 1999 I Rammstein ottennero la possibilità di accompagnare i Kiss nel loro tour nel continente americano. Nel febbraio dello stesso anno ricevettero una candidatura ai Grammy Award nella categoria Best Metal Performance, mentre il 3 aprile 1999 ricevettero un premio Echo come Most Successful German Artist Internationally.
Il 30 agosto 1999 uscì il doppio album Live aus Berlin, seguito nei mesi successivi dalle edizioni VHS e DVD.

### Mutter(2001-2003)

Logo del gruppo musicale.

Nel febbraio 2001 i Rammstein presero parte al Big Day Out in Australia, prima di terminare le lavorazioni al terzo album in studio.
Il disco, intitolato Mutter, uscì il 2 aprile 2001 e fu promosso dai singoli Ich will, Sonne, Links 2-3-4, Mutter e Feuer frei!, tutti accompagnati dai relativi videoclip. Durante l'autunno il gruppo partecipò al Pledge of Allegiance Tour insieme ai gruppi, Slipknot, System of a Down, Mudvayne e American Head Charge, mentre nel novembre del 2001 venne pubblicato un libro fotografico di 160 pagine sulla storia del gruppo ad opera di Gert Hof.
Tra il 2002 e il 2003 il gruppo risultò sempre meno attivo, anche causa della salmonella contratta da Christian Lorenz poche settimane prima della tappa italiana al Gods of Metal. Tuttavia, alcuni loro brani vennero inclusi nelle colonne sonore di alcuni filmː Feuer Frei! in xXx, Mein Herz brennt, nel trailer del film Hellboy: The Golden Army, Hallelujah in Resident Evil, Du hast in Matrix, Rammstein e Heirate Mich, nella colonna sonora di Strade perdute di David Lynch, mentre nel novembre 2003 uscì Messer, libro di poesie scritto da Till Lindemann.
Nel dicembre 2003 venne anche pubblicato il secondo DVD Lichtspielhaus, contenente i video di alcune esibizioni live e vari videoclip.

### Reise, ReiseeRosenrot(2004-2007)
All'inizio del 2004 cominciarono le registrazioni del quarto album in studio della band, Reise, Reise. L'album venne preceduto dall'uscita del singolo Mein Teil e dal suo video. Gli altri singoli pubblicati furono Amerika, Ohne dich e Keine Lust. Reise, Reise venne pubblicato il 27 settembre 2004 ma, a differenza del predecessore, ricevette pareri contraddittori: alcuni lo considerarono una svolta troppo commerciale, altri un album di alto livello. Nonostante queste critiche l'album raggiunse ugualmente la prima posizione in varie classifiche europee e in quella statunitense.
In seguito alla pubblicazione di Reise, Reise, a partire da febbraio del 2005 i Rammstein partirono per un lungo tour in Europa, del quale alcuni filmati sono presenti nel DVD Völkerball, uscito il 17 novembre 2006. Le canzoni scartate per mancanza di spazio (i Rammstein pubblicano sempre undici canzoni ad incisione) furono successivamente raccolte in Rosenrot, disco con il quale il gruppo sperimentò sonorità più cupe rispetto alle pubblicazioni precedenti. Rosenrot raggiunse la prima posizione in Austria, oltre alla certificazione di tre dischi d'oro e uno di platino e argento.
Nel luglio 2007 circolò in rete la voce che Till avrebbe lasciato i Rammstein per essere sostituito da En Esch, ex cantante dei KMFDM, ma la notizia era del tutto infondata. A smentirla furono lo stesso Esch e il chitarrista Richard Kruspe, che confutò la cosa, dichiarando che «ogni membro del gruppo lo ha sempre sostenuto, se uno se ne andrà i Rammstein si scioglieranno, nessuno verrà mai rimpiazzato.»

### Liebe ist für alle da, altre attività (2009-2017)
Il 16 settembre 2009 venne pubblicato il video della canzone Pussy, singolo che ha anticipato l'album Liebe ist für alle da, uscito il 16 ottobre 2009. Il disco è stato accolto positivamente, tanto che a meno di quattro mesi dall'uscita totalizza oltre 2 milioni di copie vendute, sebbene sia stato oggetto di numerose censure per via dei contenuti, considerati troppo scabrosi per i minori (soprattutto in Germania, Australia e Italia). Il 15 gennaio 2010 viene pubblicato in Europa (e tre giorni dopo nel resto del mondo) il secondo singolo del gruppo, Ich tu dir weh, insieme al relativo videoclip, che mostra il gruppo in un'esibizione con giochi pirotecnici ed effetti psichedelici. Successivamente, il sestetto annuncia il terzo singolo Haifisch, pubblicato il 23 aprile 2010.
L'11 novembre 2011 in Germania, Austria e Svizzera (negli altri paesi è uscito tre giorni più tardi) viene pubblicato il singolo Mein Land, che ha anticipato la raccolta Made in Germany 1995-2011. Composto dai brani più famosi incisi dal gruppo fino ad allora, il disco è uscito inizialmente il 2 dicembre 2011 in Germania, Austria e Svizzera e tre giorni dopo anche nel resto del mondo. Il 7 dicembre 2012, per promuovere l'album Videos 1995-2012, contenente l'intera collezione dei video della band (compresi i making of), venne pubblicato il singolo Mein Herz brennt in una versione arrangiata per sola voce e pianoforte.
Il 25 settembre 2015 è stato pubblicato l'album video In Amerika, contenente un documentario sulla storia del gruppo, con la partecipazione di altre numerose band, il concerto del 2010 tenuto al Madison Square Garden di New York, il making of dell'album Liebe ist für alle da e altri contenuti inediti. Il 19 maggio 2017 esce l'album dal vivo Paris, tratto dal concerto tenuto nel 2012 dalla band a Parigi durante il Made in Germany Tour.

### RammsteineZeit(2019-presente)

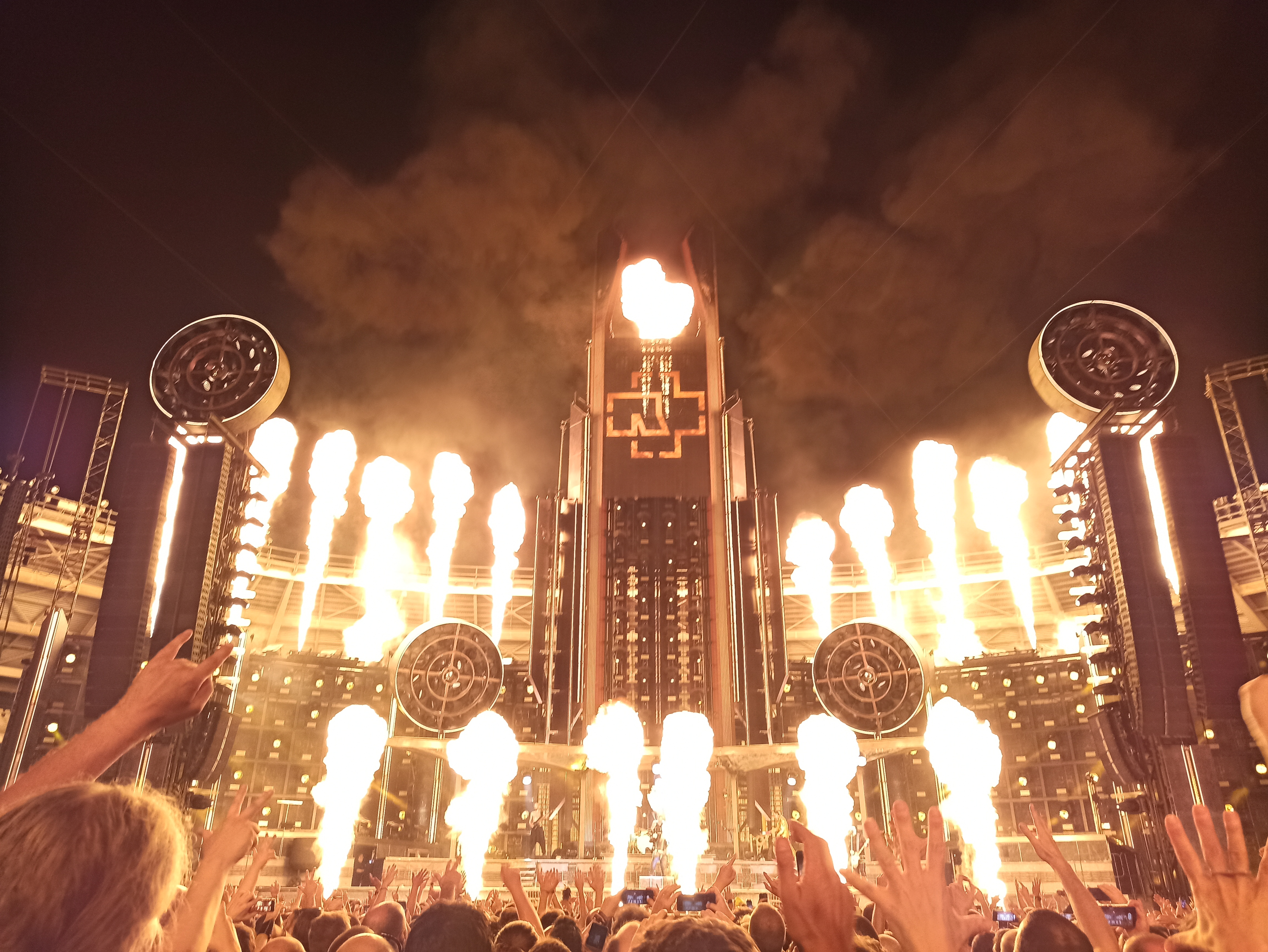
I Rammstein in concerto a Torino nel 2022

Il 28 marzo 2019 i Rammstein hanno interrotto il proprio silenzio discografico con la pubblicazione del singolo Deutschland, il primo dai tempi di Mein Herz brennt del 2012. Contemporaneamente è stato annunciato il settimo album Rammstein, uscito il 17 maggio e promosso anche dai singoli Radio e Ausländer, nonché da una tournée estiva svoltasi nei principali stadi europei. Per l'album i Rammstein avrebbero dovuto intraprendere una seconda tournée europea e una statunitense durante il 2020, dovendo tuttavia posticiparla al 2022 a causa della pandemia di COVID-19.
Durante il periodo di lockdown il sestetto ha avuto modo di ritrovarsi per lavorare su nuovo materiale per l'ottavo album in studio, recandosi in Francia nel settembre 2020 per le sessioni di registrazione. Il 10 marzo 2022 il gruppo ha annunciato il titolo del disco, Zeit, la cui uscita è avvenuta il 29 aprile dello stesso, e presentato il singolo omonimo insieme al relativo video; ancor prima dell'uscita dell'album è stato reso disponibile un ulteriore singolo, Zick Zack. Oltre al sopracitato tour, nel corso dell'anno Zeit è stato promosso anche dai singoli (e relativi video) Dicke Titten, Angst e Adieu.
Il tour negli stadi è proseguito anche nel 2023, precisamente nei mesi compresi tra maggio e agosto, periodo in cui Lindemann è finito sotto inchiesta per un presunto scandalo sessuale ai danni di una fan durante un concerto a Vilnius, seguito da altre donne che hanno dichiarato di essere state selezionate dallo staff del gruppo al fine di avere un rapporto sessuale con il cantante. Sebbene le accuse si siano successivamente rivelate infondate, il gruppo è stato colpito profondamente da tali avvenimenti, con la Universal che ha sospeso tutta la campagna di promozione legata alla tournée.

## Musica

### Stile e influenze
I Rammstein sono generalmente catalogati nel genere musicale industrial metal, arricchiti dalle influenze della musica tedesca, al fine di creare una musica originale e non prevedibile, a partire dalla scelta di cantare in tedesco (nonostante inizialmente fossero stati fatti dei fallimentari esperimenti in inglese). Il tastierista Flake, durante una delle prime interviste rilasciate dal gruppo, definì i Rammstein con il termine Tanz metal (dance metal), a sottolineare l'ibrido tra suoni "techno-danzerecci" e la "durezza" metal presente nelle loro canzoni. Richard Kruspe descrisse così l'idea di base delle sonorità del suo gruppo: 
La musica dei Rammstein è stata inoltre influenzata da artisti tedeschi ed europei. Nelle parti elettroniche si può riscontrare l'influsso dei DAF, mentre, nelle parti vocali, è chiara l'ispirazione a Milan Fras, storico cantante della band slovena Laibach. In generale i principali spunti stilistici vengono dai connazionali OOMPH! e dal gruppo statunitense Ministry. Anche i testi sono ricchi di citazioni di autori, la maggior parte proveniente dalla letteratura o dalla tradizione tedesca: filastrocche per bambini, fiabe dei fratelli Grimm, i racconti di Heinrich Hoffmann, le poesie di Goethe, le opere di Bertolt Brecht.
Lo stile di canto di Till Lindemann si avvicina a una tecnica ben nota nel mondo musicale tedesco, detta Sprechstimme. Si tratta di un modo particolare di pronunciare le parole, avente origine nelle opere liriche di Richard Wagner e resa famosa da Arnold Schönberg. Questa tecnica è particolarmente utilizzata in Wiener Blut, Dalai Lama, Mein Teil, Heirate mich, Hilf mir in modo da sottolineare alcune parole chiave nel testo e ottenere determinati effetti drammatici.
Il look della band si è sempre evoluto con lo sviluppo della loro musica; in Herzeleid, dove Lindemann deve ancora perfezionare il proprio modo di cantare e i pezzi dell'album sono "pesanti" grazie ad alcuni inserti elettronici, i Rammstein si presentano come uomini muscolosi e suadenti. In Sehnsucht, dove la voce del cantante pone più attenzione alla tecnica, i brani, anche se perdono un po' del suono metal, appaiono più incisivi e asciutti, con una forte componente elettronica, mentre il gruppo si presenta pesantemente truccato e vestito di metallo. L'evoluzione live e il leggero cambiamento delle tematiche trattate nelle liriche rappresentano invece un grottesco humor e una deriva kitsch. Eppure Mutter presenta un'attitudine estetica molto diversa dall'evoluzione del gruppo sul palco, ed è considerato da molti uno dei capolavori della band. Anche musicalmente si discosta dal sound dei primi due album, essendo un particolare connubio tra industrial metal, rock e gothic metal. Notevole è anche l'impatto scenico dei concerti del tour, ancora più spettacolari rispetto a quelli precedenti, ma meno grotteschi. Reise, Reise, come già detto, rappresenta un'attitudine più mainstream, e per questo divide i fan: alcuni lo considerano un passo indietro, una svolta un po' troppo commerciale per il livello raggiunto dal precedente album; altri lo vedono invece come un grande lavoro perché molto intimo ed introspettivo, nonostante i suoni siano apparentemente più "leggeri". Non mancano brani come, per esempio, Mein Teil, dove gli stili dei Kraftwerk e di Nina Hagen assorbono e fondono le lontane influenze dei Korn e dei Rage Against the Machine. Lo spessore dei testi, al contrario, mette d'accordo tutti. Rosenrot, contenente alcune canzoni precedentemente scartate per mancanza di spazio, costituisce per così dire il lato più "cattivo" di Reise, Reise, con atmosfere più cupe e canzoni più aggressive, seppur con testi ancora di alto livello.

### I testi

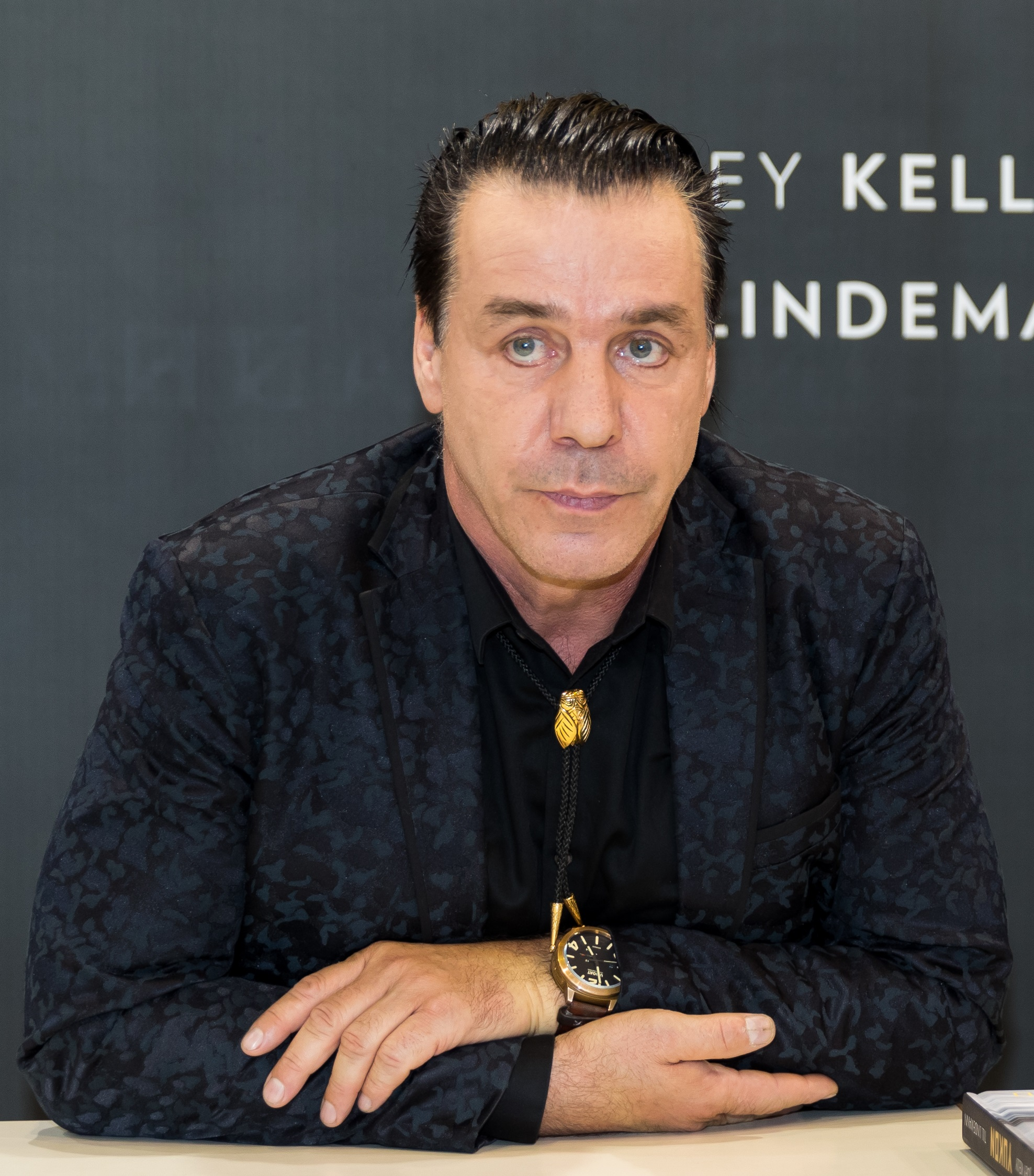
Till Lindemann, frontman, cantante e autore di gran parte dei testi e di due raccolte di poesie, Messer e In stillen Nächten.

I testi dei Rammstein sono generalmente scritti dal cantante Till Lindemann e costituiscono un elemento essenziale della loro musica; essi, infatti, contribuiscono ad influenzare il modo in cui il gruppo viene percepito dal pubblico, oltre ad inevitabilmente fornire un'identificazione al pubblico stesso.
Come il nome stesso della band suggerisce, un primo tema forte è costituito dal "disastro" (Rammstein, Donaukinder, Dalai Lama, Reise, Reise, Hilf mir), e dalla concezione del mondo contemporaneo come costellato da disastri e da violenza di varia natura. Un secondo tema è l'amore e l'attrazione sessuale e il loro rapporto con il dolore, l'assenza, la morte e la violenza. In un'intervista, Till Lindemann dichiara che tutte le canzoni dei Rammstein parlano d'amore nelle sue diverse forme, dalle più pure alle più perverse. Un terzo elemento è il confronto con la propria identità tedesca, che rifiuta sia il passato nazista sia l'attuale situazione unificata: le citazioni di fiabe e leggende tedesche e importanti autori tedeschi allontanano i Rammstein dal modello rock statunitense.
Una caratteristica dei testi che secondo alcuni risulta particolarmente inquietante è che sono scritti generalmente nella prima persona singolare. Questo perché secondo Lindemann risultano più immediati per il pubblico, e non considerati "vigliacchi": Lindemann infatti sostiene che sarebbe vigliacco parlare alla terza persona delle persone "devianti" attribuendo loro tutte le colpe.
Non è raro che le canzoni riprendano dei fatti di cronaca: ad esempio Mein Teil fa riferimento a un episodio di cannibalismo realmente accaduto il cui protagonista era un ingegnere tedesco, Armin Meiwes: l'inizio della canzone riporta le parole esatte dell'inserzione pubblicata da Meiwes in una bacheca online. Wiener Blut è ispirata al caso Fritzl, dove l'austriaco Josef Fritzl tenne la figlia Elisabeth segregata in un bunker per 24 anni. Rammstein fa riferimento alla collisione aerea di Ramstein, mentre Donaukinder si riferisce al disastro ambientale di Baia Mare in Romania.
Till Lindemann si serve spesso di diverse figure retoriche, specialmente trattando dei temi più controversi, volutamente esposti con ambiguità, in modo da lasciare aperte diverse interpretazioni. Un esempio ne è Bestrafe mich, le cui tematiche sembrano riferirsi alla sottomissione masochistica e all'impotenza in campo sessuale, ma che potrebbero tuttavia riferirsi anche alla sottomissione e la perdita di potere dell'uomo nei confronti di Dio. L'uso delle figure retoriche e la conseguente ambiguità dei testi è, secondo il batterista Schneider, un vero e proprio segno distintivo dei Rammstein, determinato dal fatto di essere cresciuti nella Repubblica Democratica Tedesca.

### Impatto scenico

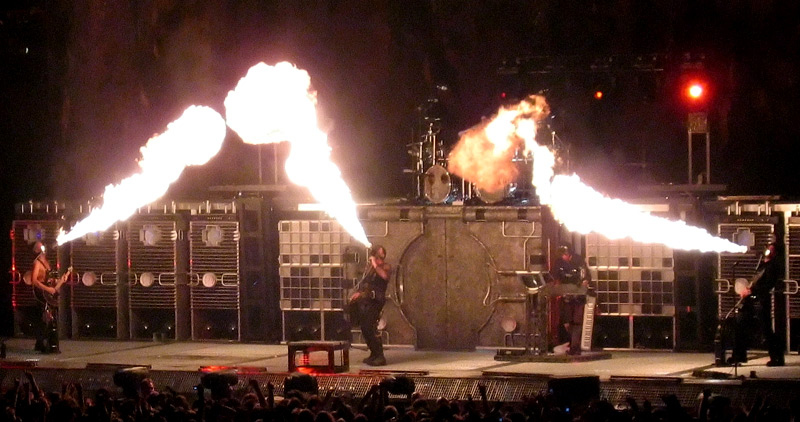
Alcuni effetti scenici ad un concerto dei Rammstein, durante il quale indossano delle maschere lancia-fiamme.

I concerti dei Rammstein hanno una forte atmosfera circense con annessi effetti pirotecnici. Questa particolarità ha sempre caratterizzato i concerti del gruppo teutonico: durante le prime esibizioni utilizzavano cappelli da mago infiammati, mentre durante l'esecuzione del brano Rammstein il cantante ha spesso indossato una tuta di amianto che veniva opportunamente incendiata, facendolo così cantare tra le fiamme. Altri effetti pirotecnici sono le maschere al Lycopodium, denominate Dragon Masks, microfoni a forma di telefono o di coltello da cucina, bacchette e microfoni esplosivi e scarpe munite di petardi. Nonostante i movimentati concerti, il numero di incidenti risulta limitato. Durante il concerto all'arena di Berlino il 27 settembre 1996 una trave incendiata precipitò sul palco senza tuttavia provocare feriti, mentre nel 2005 al Metaltown Festival di Göteborg, in Svezia, Lindemann fu accidentalmente colpito da Lorenz che si muoveva sul palco con un Segway.
Alcuni concerti della band presentano un'immagine militaresca, aprendosi con una sfilata a passo marziale dei membri della band attraverso un ponte allestito sopra il pubblico. In questa sfilata d'abitudine Lorenz regge la bandiera della nazione in cui si tiene il concerto, in chiaro segno di omaggio al pubblico.
Mentre nel Live aus Berlin (1999) si può osservare un forte distacco verso il pubblico, negli anni si è via via accentuato l'aspetto comico e grottesco dello show, dovuto alle gag inscenate dal cantante Lindemann e il tastierista Lorenz. Un esempio lo si può avere durante l'esecuzione di Bück dich in cui Lindemann e Lorenz mimano un rapporto omosessuale, mentre in Mein Teil, Lorenz entra in un grande calderone mentre Lindemann lo "cucina" con un lanciafiamme. È inoltre consuetudine nei concerti del gruppo che durante l'ultima canzone del concerto Lorenz oppure il bassista Riedel salgano su un canotto e siano trasportati dalla folla.
I riferimenti principali dello svolgimento dello show sono quelli del cabaret dei primi del XX secolo, resi noti da Marlene Dietrich o Liza Minnelli, oppure da Otto Dix e George Grosz nella pittura.
Negli anni la band ha iniziato a schierarsi socialmente e politicamente anche durante gli show. In seguito alla reazione violenta dell'ultradestra in Polonia durante il gay pride del 20 luglio 2019, in occasione del concerto a Chorzów i membri della band, durante il giro sul classico canotto, hanno sventolato la bandiera arcobaleno, presa in prestito dall'associazione LGBT locale, assieme alla bandiera polacca. In seguito fu pubblicata la foto sui social del batterista, che scrisse "Equal rights for all". In maniera simile, nel concerto a Mosca del 29 luglio 2019 i due chitarristi Landers e Kruspe si baciarono sul palco per protestare contro le autorità russe e la loro dura politica contro la comunità LGBT, gesto che viene perpetrato anche nei concerti degli anni successivi. I Rammstein stessi pubblicano la foto del bacio sui social, con la didascalia: "Russia, we love you".
I Rammstein nei concerti si sono schierati anche a favore dei diritti umani dei migranti. Durante la canzone che precede Ausländer, infatti, i membri della band che salgono sul canotto vengono riaccolti sul palco da un altro membro che tiene in mano un cartellone con scritto "Wilkommen".

## Controversie
L'aspetto militaresco e la scelta di temi controversi ha spesso attratto critiche e censure sulla band, che non si è mai dimostrata timida nei confronti della provocazione: Christian Lorenz ha affermato "La provocazione è divertente, è come rubare il frutto proibito. Ma non è fine a sé stessa, serve a uno scopo. Ci piace che il pubblico entri in contatto con le canzoni, e la gente diventi più ricettiva"

### Accuse di connessione con eventi di violenza
Nel 1999, i Rammstein furono accusati insieme a Marilyn Manson di essere gli ispiratori del massacro della Columbine High School. Quando fu scoperto che Eric Harris e Dylan Klebold, i due autori del massacro, erano fan del sestetto tedesco, la Destra conservatrice statunitense sostenne che la pronuncia "alveolare" della "r" da parte di Till Lindemann richiamasse i comizi di Adolf Hitler.
Il videoclip di Ich will, in cui i Rammstein interpretano la parte di terroristi incaricati di compiere un massacro in una banca fu pubblicato il 10 settembre 2001, il giorno prima degli attentati dell'11 settembre alle Torri Gemelle di New York e al Pentagono di Arlington. Sebbene il videoclip parlasse di terroristi "comuni" e non terroristi kamikaze islamici, i principali mass-media ed i partiti politici statunitensi chiesero la totale censura del video. Alla fine fu deciso di trasmetterlo in televisione solo a tarda notte.
Nel settembre 2004, subito dopo la strage di Beslan, le autorità russe dichiararono che i terroristi ascoltavano i Rammstein durante l'occupazione della scuola, per mantenersi carichi e attivi durante l'assedio. La veridicità di tale notizia è tuttavia ancora incerta.

### Accuse di simpatie naziste
Nel corso della loro carriera i Rammstein sono stati più volte accusati di propaganda nazista, nonostante il gruppo abbia più volte ribadito nelle interviste che le accuse sono del tutto infondate.
La copertina del primo album, Herzeleid, ritraente i sei musicisti a torso nudo con un fiore come sfondo, fu interpretata da alcuni come se il fiore stesse a simboleggiare la "purezza" della razza ariana. Il tastierista Lorenz fra gli altri replicò che si trattava solamente di una foto e doveva essere intesa come tale. La band comunque si dichiara pentita di aver usato quella copertina, considerata "la peggior copertina che avrebbero potuto fare". I Rammstein fecero autocritica anche sulla scelta di alcune immagini per il videoclip di Stripped nel 1998 (cover dei Depeche Mode), in cui erano state inserite alcune immagini tratte da "Olympia", documentario celebrativo delle Olimpiadi di Berlino del 1936 di Leni Riefenstahl, regista vicina al regime nazista. In un'intervista a VIVA, il batterista Schneider dichiarò che erano stati molto ingenui nel fare quella scelta, non avendo considerato le possibili implicazioni. MTV Germany lesse il testo della canzone, comunicò direttamente con la band e si dichiarò soddisfatta delle loro dichiarazioni di apoliticità, in quanto i Rammstein non erano in nessun modo collegati ad attività politiche di estrema destra.
Tuttavia l'assunto che in quanto tedeschi i Rammstein siano simpatizzanti dell'estrema destra sembra non esaurirsi mai: nel secondo DVD di Völkerball, nel documentario Anakonda Im Netz, il manager della band, Emanuel Fialik, racconta che in Messico un fan si presentò al concerto con indosso una t-shirt rappresentante una svastica. I Rammstein chiesero quindi alle radio locali di annunciare che il simbolo della svastica non era benvenuto al concerto.
Nel 2001 uscì l'album Mutter contenente la canzone Links 2-3-4, replica indiretta a tali accuse, indicando un'appartenenza politica del gruppo alla sinistra.
Un momento critico ebbe luogo nel maggio del 2006, quando fu vandalizzata la sinagoga della città di Petah Tiqwa, in Israele: associato ad alcuni simboli nazisti vi era il nome Rammstein. La stampa locale accusò i Rammstein di essere «una band Heavy Metal tedesca associata ai movimenti neo-nazisti», ma il tutto fu poi smentito e fu accertato che «non vi era alcuna relazione tra il gruppo e tali ideali politici».
In un'intervista del 2006, Till Lindemann sconfessò nuovamente ogni simpatia per il nazismo, sostenendo fra l'altro che per lui era stato un grande dispiacere sapere che alle prime polemiche nel 1999, sua figlia si era domandata se le accuse fossero fondate. Sempre nel 1999 il chitarrista Richard Kruspe sposò con rito ebraico Caron Bernstein, un'attrice sudafricana di religione ebraica.

### Censure e polemiche
Durante il Family Values Tour negli Stati Uniti d'America, Lindemann e Lorenz furono arrestati il 5 giugno 1999 a Worcester, Massachusetts. La ragione dell'arresto era una gag inscenata durante la canzone Bück Dich: i due avevano mimato un rapporto omosessuale usando un dildo, con il quale Lindemann aveva poi "innaffiato" di vino bianco Lorenz e il pubblico. La gag è tuttora usata nei concerti dei Rammstein.
Nell'ottobre 2004 il video di Mein Teil causò parecchie controversie in Germania. Nel video si vede un angelo nero che ha un rapporto orale con il cantante Lindemann, il quale poi gli mangia i capelli, mentre gli altri membri della band recitano ruoli diversamente collegati alla follia: Kruspe lotta con un suo "doppio", Riedel seminudo si rotola per terra meccanicamente, Lorenz danza vestito da ballerina classica, Landers urla vestito di stracci, e infine Schneider, vestito da donna, esce dalla metropolitana tenendo al guinzaglio gli altri membri della band. Nonostante le accese critiche, il singolo riuscì a raggiungere la seconda posizione in madrepatria.
Anche il video di Mann gegen Mann fu oggetto di critiche e controversie. I Rammstein suonano la canzone nudi, con i genitali nascosti dagli strumenti, tranne il cantante che porta uno slip. MTV ha annullato del tutto la trasmissione del video, mentre in Germania è stato sconsigliato ai minori di sedici anni e trasmesso solamente dopo le ore 20.
Il sesto album Liebe ist für alle da è stato inserito nell'indice della Bundesprüfstelle für jugendgefährdende Medien (BPjM, letteralmente "dipartimento federale dei media potenzialmente dannosi per i giovani") a causa della canzone Ich tu dir weh. Un'altra canzone che suscitò controversie è Pussy. In questo video grazie a un fotomontaggio con controfigure tutti e sei i membri della band sono ritratti come protagonisti di un film a luci rosse. Se all'inizio il video appare provocatorio ma contenuto, via via ogni componente è coinvolto in scene sempre più esplicite. Il video completo è stato caricato dalla band stessa per la prima volta su un sito a luci rosse e non è visibile sul sito ufficiale. Circola inoltre una seconda versione censurata, in cui tutte le scene esplicite sono presenti, ma sfocate attraverso un filtro che ne altera il canale cromatico rendendole irriconoscibili.

## Formazione
- Till Lindemann – voce
- Richard Kruspe – chitarra solista, cori
- Paul Landers – chitarra ritmica, cori
- Oliver Riedel – basso, cori
- Christoph "Doom" Schneider – batteria
- Christian "Doktor Flake" Lorenz – tastiera, cori

## Discografia

### Album in studio
- 1995 – Herzeleid
- 1997 – Sehnsucht
- 2001 – Mutter
- 2004 – Reise, Reise
- 2005 – Rosenrot
- 2009 – Liebe ist für alle da
- 2019 – Rammstein
- 2022 – Zeit

### Album dal vivo
- 1999 – Live aus Berlin
- 2006 – Völkerball
- 2017 – Paris

### Raccolte
- 2011 – Made in Germany 1995-2011

## Riconoscimenti

### Premi
- 1998 - Echo: Miglior video (Engel)
- 1998 - Viva Comet: Miglior gruppo live
- 1999 - Echo: Gruppo tedesco più famoso
- 2002 - Echo: Nu metal
- 2002 - Kerrang!: Miglior gruppo internazionale in live
- 2002 - Kerrang!: Miglior concerto internazionale
- 2004 - Metal Hammer: Miglior video (Mein Teil)
- 2004 - Metal Hammer: Miglior album (Reise, Reise)
- 2004 - Metal Hammer: Miglior canzone (Mein Teil)
- 2005 - Echo: Miglior gruppo alternative
- 2005 - Echo: Meilleur Live Act National
- 2005 - World Music Awards: Gruppo tedesco con più vendite al mondo
- 2005 - Viva Comet: Miglior video (Keine Lust)
- 2005 - MTV Europe Music Awards: Miglior gruppo tedesco
- 2005 - Krone: Miglior performance live
- 2006 - LEA Awards: Miglior manager di band (per Emanuel Fialik e Pilgrim)
- 2006 - Echo: Miglior gruppo tedesco
- 2006 - Emma gaala: Miglior gruppo internazionale
- 2006 - Edison Award: Miglior musica alternativa (con Rosenrot)
- 2010 - Kerrang!: Inspiration Award
- 2011 - Echo: Miglior video (Ich tu dir weh)
- 2011 - Revolver Golden Gods Awards: Miglior gruppo live

### Nomine
- 1998 - MTV European Music Awards: Miglior canzone rock
- 1999 - Grammy Awards: Best Metal Performance
- 2002 - Miglior video (Sonne)
- 2005 - Kerrang!: Miglior performance live
- 2005 - Neo Award: Miglior album in remote loading
- 2005 - Comet: Miglior performance live
- 2005 - MTV European Music Awards: Miglior video (Keine Lust)
- 2006 - Grammy Awards: Best Metal Performance
- 2006 - Echo: Miglior performance live nazionale

### Onorificenze
L'11 ottobre 2001 un asteroide è stato battezzato 110393 Rammstein dal suo scopritore, Jean-Claude Merlin, un astronomo fan del gruppo tedesco.